# (6082) Тимирязев
(6082) Тимирязев (лат. Timiryazev) — типичный астероид главного пояса, открыт 21 октября 1982 года советским астрономом Людмилой Журавлёвой в Крымской астрофизической обсерватории и 4 мая 1999 года назван в честь естествоиспытателя Климента Тимирязева.

## Обнаружение и именование
(6082) Тимирязев
Открыт 21 октября 1982 года в Научном Л. В. Журавлёвой.
Назван в память о русском физиологе Клименте Аркадьевиче Тимирязеве (1843—1920), члене-корреспонденте Императорской Санкт-Петербургской академии наук и одном из основателей русской школы физиологии растений.
Оригинальный текст (англ.)6082 Timiryazev
Discovered 1982-10-21 by Zhuravleva, L. V. at Nauchnyj.
Named in memory of Russian physiologist Kliment Arkadʹevich Timiryazev (1843—1920), a corresponding member of the Imperial St. Petersburg Academy of Sciences and  one of the founders of the Russian school of plant physiology.
Источники: DISCOVERY.DB; M.P.C. 34622.

## Орбита

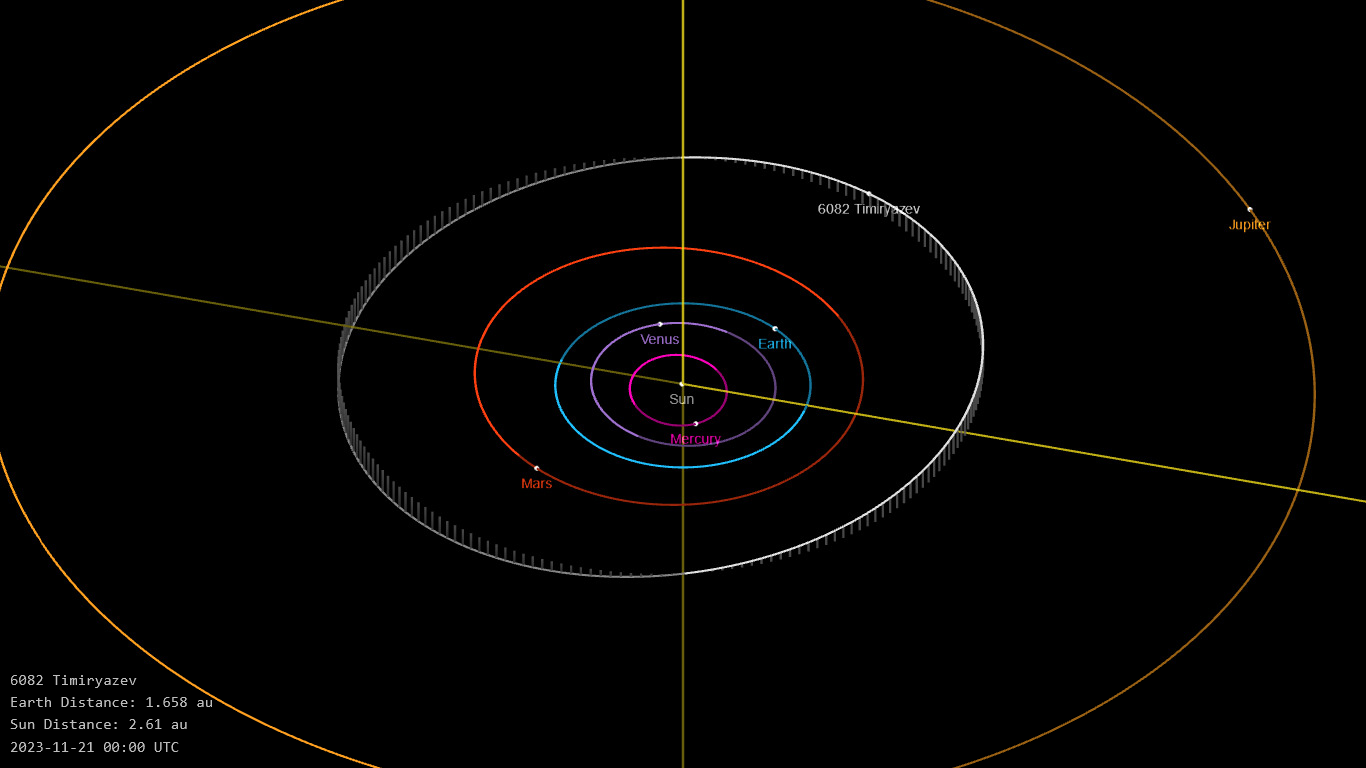
Орбита астероида Тимирязев и его положение в Солнечной системе

## Физические характеристики
Астероид относится к таксономическому классу S.
По результатам наблюдений в видимом и ближнем инфракрасном диапазоне космического телескопа NEOWISE диаметр астероида сначала оценивался равным 7,480±0,092 км, позже — 7,16±1,42 км и 6,922±0,102 км. Согласно тем же источникам альбедо оценивается как 0,2651±0,0191, 0,26±0,09 и 0,308±0,014.